# Тія Банґа
Тія Банґа (латис. Tija Banga; справжнє прізвище — Копштале, нар. 19 травня 1882, Рига — пом. 1 січня 1957, Рига) — латиська театральна актриса. Заслужена артистка Латвійської СРСР (1947). Письменниця, поетеса, драматург.

## Біографія
На аматорській сцені виступала з ранніх років. У 1902—1904 роках була актрисою Нового Латиського театру в Ризі, в 1906—1907 роках виступала на сцені театру «Аполло», працювала разом з Амтманіс-Брієдітіс Альфредс. У 1908—1915 роках грала в Новому Ризькому театрі. Була однією з провідних актрис театру.
Пізніше, в 1915—1917 роках працювала в латиських театрах Петрограда і Москви. З 1919 року актриса Робочого театру Радянської Латвії, потім в інших театрах Латвії (театр міста Єлгави, Театр «Дайлес»).
З 1934 року — на пенсії. Після закінчення Великої Вітчизняної війни, з 1945 року відновила сценічну діяльність в Художньому театрі Риги.
Актриса широкого плану, грала як драматичні, так і комедійні ролі. Створила образ Спідолу в першій постановці «Вогню і ночі» Райніса (1911, Новий Ризький театр). Серед ролей Бангі: Арія, Зане («Індуліс і Арія», «Вій, вітерець!» Райніса), Раутенделейн («Потоплений дзвін» Гауптмана).
Автор збірок віршів, оповідань, кількох п'єс («Батько» та інші) і мемуарів. Після смерті актриси були опубліковані її мемуари «Моє життя».
Похована в Ризі на кладовищі Райніса.